# Route nationale 94 (Belgique)
Pour les articles homonymes, voir Route nationale 94 (homonymie).
La route nationale 94 est une route nationale de Belgique de 29,1 kilomètres qui relie Dinant à Halma via Celles, Vignée et Ave-et-Auffe.

## Description du tracé

### Communes sur le parcours
- Région wallonne
  -  Province de Namur
    - Dinant
    - Celles
    - Vignée
    - Ave-et-Auffe

  -  Province de Luxembourg
    - Halma